# アシャギ・サラフリ
アシャギ・サラフリ (アゼルバイジャン語: Aşağı Salahlı) は、アゼルバイジャンの北西部、ガザフ県に所在する村である。

## 地名
「Aşağı」とは、下方や下流を表わし、オイコニム的には、下サラフリ村を意味する。「Salahlı」は、カザフの一部族であるサラフリ族に由来している。

## 歴史
1867年にサラフリ村が「Yuxarı Salahlı」（上サラフリ村という意味）とアシャギ・サラフリ村に分割されて成立した。1922年に「Orta Salahlı」（中サラフリ村という意味）が成立し、アシャギ・サラフリ村の一部の村域がOrta Salahlıに移譲された。1999年に村制を施行した。
クラ川の右岸より6km]から7km程離れた地点に位置する。村には100年以上前の古い墓地がある。

## 人口
2009年の人口調査によると、村には1,705人が住んでおり、その内訳は、男性が879人で女性が826人となっている。

## 産業
牛と羊による畜産と穀物などの農業が村の主な産業である。かつてソ連時代以降、主にブドウ栽培に従事していた農村の人々は、ソビエト体制の崩壊後は異なる農作物の生産へ転換を進めている。